# Taqi ad Din an-Nabhani

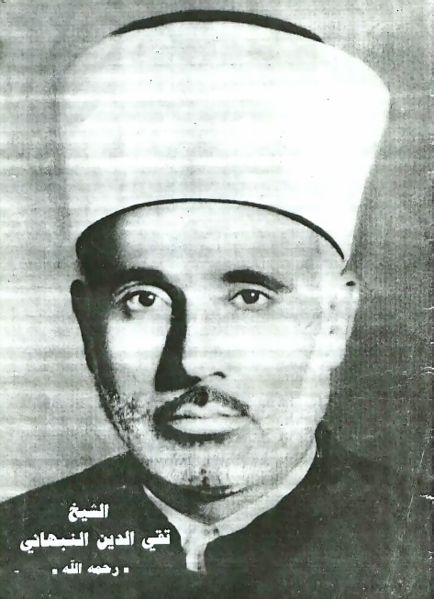

Schejk Muhammad Taqi ad-Din bin Ibrahim bin Mustafah bin Ismail bin Yusuf an-Nabhani (1909-77) var en sunnimuslimsk islamist och teolog tillhörande shafi-skolan.
Han var även jurist men blev mest känd som grundare av den islamistiska organisationen Hizb ut-Tahrir. An-Nabhani föddes i Ijzim utanför Haifa, i det dåvarande brittiska Palestinamandatet. Hans morfar var den kände sufisten och shafi-imamen Yusuf an-Nabhani, som levde under den osmanska eran.